# CD Crucis
CD Crucis (CD Cru / HD 311884 / HIP 62115 / WR 47) es una estrella variable de magnitud aparente media +10,89.
Se localiza en la constelación de la Cruz del Sur a 7 minutos de arco de la variable BZ Crucis.
Es miembro del cúmulo Hogg 15 y se encuentra aproximadamente a 3000 pársecs (9780 años luz) del sistema solar.
CD Crucis es un sistema binario masivo compuesto por una caliente estrella azul de la secuencia principal de tipo espectral O5V y una estrella de Wolf-Rayet de tipo WN6.
Constituye una binaria eclipsante con un período orbital de 6,24 días, siendo la órbita circular.
La separación entre las dos estrellas es de 0,32 UA o 68 radios solares.
La estrella azul es la más luminosa, con una luminosidad bolométrica 850.000 veces mayor que la luminosidad solar; por su parte, la estrella de Wolf-Rayet es 120.000 veces más luminosa que el Sol.
En rayos X el par es más luminoso de lo que cabría esperar considerando las componentes individualmente; dicho exceso se atribuye a la existencia de plasma a elevada temperatura en la zona de interacción entre los vientos estelares de las dos estrellas.
Además, la temperatura de dicho plasma varía durante el ciclo orbital de la binaria.
Este comportamiento también ha sido observado en V444 Cygni, una binaria semejante a CD Crucis.
La estrella azul es 57 veces más masiva que el Sol y su acompañante tiene una masa de 48 masas solares.
Al igual que otras estrellas de Wolf-Rayet, esta componente del sistema pierde masa a razón de 3,0 × 10-5 masas solares por año, mientras que la estrella azul lo hace a un ritmo treinta veces menor.